# Новомамангинское сельское поселение
Новомамангинское се́льское поселе́ние — муниципальное образование в Ковылкинском районе Мордовии Российской Федерации.
Административный центр — село Новое Мамангино.

## История
Статус и границы сельского поселения установлены Законом Республики Мордовия от 7 февраля 2005 года № 13-З «Об установлении границ муниципальных образований Ковылкинского муниципального района, Ковылкинского муниципального района и наделении их статусом сельского поселения, городского поселения и муниципального района».

## Население
| 2002 | 2010 | 2012 | 2013 | 2014 | 2015 | 2016 |
| ---- | ---- | ---- | ---- | ---- | ---- | ---- |
| 274  | ↘220 | ↘214 | ↘204 | ↘187 | ↘176 | ↘174 |
| 2017 | 2018 | 2019 | 2020 | 2021 |      |      |
| ↘161 | ↘160 | ↘155 | ↘152 | ↘137 |      |      |

## Состав сельского поселения
| № | Населённый пункт | Тип населённого пункта | Население |
| - | ---------------- | ---------------------- | --------- |
| 1 | Колычёвка        | деревня                | ↘0        |
| 2 | Новое Мамангино  | село                   | ↘220      |
| 3 | Первомайский     | посёлок                | ↘0        |